# NGC 157
NGC 157 (ook wel PGC 2081 of MCG -2-2-56) is een balkspiraalstelsel in het sterrenbeeld Walvis.
NGC 157 werd op 13 december 1783 ontdekt door de Britse astronoom William Herschel.